# Tutaibo anglicanus
Tutaibo anglicanus là một loài nhện trong họ Linyphiidae.
Loài này thuộc chi Tutaibo. Tutaibo anglicanus được Nicholas Marcellus Hentz miêu tả năm 1850.